# 傳媒春秋
《傳媒春秋》（英語：Media Watch），是由香港電台電視部製作的半小時時事資訊節目，於1990年至2008年期間製作及播出，乃香港惟一一個探討香港傳媒現象及發展的時事節目。

## 節目內容

### 中文版
節目主要由香港著名自由傳媒工作者及作家毛孟靜主持。節目主要討論香港傳媒發展、行業之間的競爭、科技帶來的轉變、新聞界操守的爭論，以及言論自由的消長，播出18年來均主要討論本港傳媒發展，並會不時以此跟各地傳媒作比較。
節目每集亦會邀請嘉賓討論一周時事，甚或專訪資深傳媒人。2006年8月10日起，節目加設《傳媒人》環節，訪問城中傳媒人，探討其於本港從事傳媒行業的心路歷程，並以此引出本港傳媒的發展。節目曾專訪壹傳媒創辦人兼主席黎智英、動畫《多啦A夢》中為角色多啦A夢配音的著名無綫電視配音員林保全，以及本地記者兼國民教育家長關注組召集人陳惜姿等。節目除設《傳媒人》環節專訪傳媒人外，亦曾訪問一些藝人如徐靜蕾。
節目又有設有一周新聞探討，當中不少亦有訪談部分。2007年7月28日的節目當中，有講述有關〈亞視廣播道搬遷 員工齊懷緬〉的新聞探討，並訪問了前亞視新聞新聞主播伍國任。
除了節目中討論時事以外，《傳媒春秋》亦有負責舉辦年度「十大傳媒新聞選舉」等傳媒文化活動，向公眾推廣傳媒文化及關心時事的重要。

### 英文版
節目主要論述一周新聞時事，以及對本地傳媒發展及道德操守進行討論。節目內容緊貼中文版播出。

## 部分曾訪問名人
- 倪匡[10]，著名作家
- 黎智英[4]，壹傳媒創辦人兼主席
- 林保全[5]，著名無綫電視配音員
- 陳惜姿[4]，記者、國民教育家長關注組召集人
- 徐靜蕾[6]，藝人
- 朱凌凌[11]，流行樂隊
- 陳士駿[12]，YouTube創辦人
- 趙海珠[4]，前無綫電視新聞主播兼記者、法國巴黎銀行上市衍生產品部聯席董事
- 余慕蓮[4]，無綫電視前藝員、電影甘草演員
- 劉偉強[13]，著名電影導演
- 查良鏞[13]，著名作家

## 節目欣賞指數調查
根據香港電台刊物《傳媒透視》資料所載，於1997年11月進行的第9次電視節目欣賞指數調查顯示，《傳媒春秋》欣賞指數為67.0點，比較同年港台節目欣賞指數第13。
1998年，《傳媒春秋》並未有位列節目欣賞指數排行榜頭20名。
1999年，港台未有製作新一輯《傳媒春秋》，故並無對應數據。
2000年起至2008年，《傳媒春秋》並未有位列節目欣賞指數排行榜頭20名。

## 獎項
- 1998年：
  - 1998年紐約電影電視節：優異獎（電視新聞節目）[25]
- 1999年：
  - 憑〈六四—十年回望〉單元奪得1999年芝加哥國際電影電視節：金獎（公共事務/新聞錄像）[26]
- 2000年：
  - 憑〈電影中的功夫〉單元奪得2000年芝加哥國際電影電視節：金獎[27]
  - 憑〈電影中的功夫〉單元奪得2000年紐約電影電視節：優異獎（電影新聞節目及插播 （最佳新聞雜誌式節目））[27]
- 2001年：
  - 憑〈科技反差－印度矽谷〉單元奪得2001年芝加哥國際電視節：優異獎（公共事務/錄像新聞稿）[28]
  - 憑〈網報風雲系列〉單元奪得2001年Hyperion資訊科技新聞獎：電視大獎[29]
  - 憑〈馬來西亞：主流逆流〉單元奪得2001年紐約電影節優異獎（電視新聞節目及插播（最佳新聞記錄片／特備節目））[30]
  - 憑〈資訊科技@公平/貧富〉單元奪得2001 Hyperion 資訊科技新聞獎：優異獎[31]
- 2002年：
  - 憑〈追蹤洋垃圾〉單元奪得環保2002 - 第五屆國際環保影帶比賽：金帶獎[32]
  - 憑〈追蹤洋垃圾〉單元奪得2002年芝加哥國際電視節：金獎[32]
  - 憑〈電視再革命數碼化〉單元奪得2002 Hyperion 資訊科技新聞獎：中／英文電子廣播傳媒（優異獎）[33]
  - 憑〈印度矽谷之科技反差〉單元奪得2002 Hyperion 資訊科技新聞獎：中／英文電子廣播傳媒（優異獎）[33]
  - 憑〈愛國、中立兩難存〉單元奪得第七屆人權新聞獎：中文電視組（優異獎）[33]
  - 憑〈愛國、中立兩難存〉單元奪得Intercom 國際電影電視大賽銀獎[33]
- 2003年：
  - 憑〈陰影下的傳媒〉單元奪得2003紐約電影電視節：銅獎[34]
  - 憑〈追蹤洋垃圾〉單元奪得葡萄牙國際電視節：金帶獎[35]
  - 憑〈追蹤洋垃圾〉單元奪得美國深入調查報導大賽：特別成就獎[35]
  - 憑〈追蹤洋垃圾〉單元入選成為第12屆日本地球環境映像祭入賞作品[35]
  - 憑〈追蹤洋垃圾〉單元提名2003年度全亞洲電視技術及創意獎最佳導演提名[35]

## 播放資訊沿革

### 中文版
節目由1990年開播以來直至2000年，均於逢星期四晚上8時30分於本港台播出。2001年10月5日起，改為逢星期五播映。2002年11月23日起，改為逢星期六播映。2006年8月2日起，改逢星期四播映。2007年起，再改星期六播映，並於翡翠台播出。2009年前，節目可於港台網站重溫，現時已停止提供節目重溫。

### 英文版
節目由1993年開播以來直至2005年，均於逢星期五於國際台播映。

## 外部連結
- YouTube：傳媒春秋－ 第一集(1990) 1/3 （页面存档备份，存于）
- YouTube：傳媒春秋(英文版) RTHK Media Watch: Homosexuals in Mass Media (Sep 15, 1994) （页面存档备份，存于）